# Oxycheilinus bimaculatus
Oxycheilinus bimaculatus là một loài cá biển thuộc chi Oxycheilinus trong họ Cá bàng chài. Loài này được mô tả lần đầu tiên vào năm 1840.

## Từ nguyên

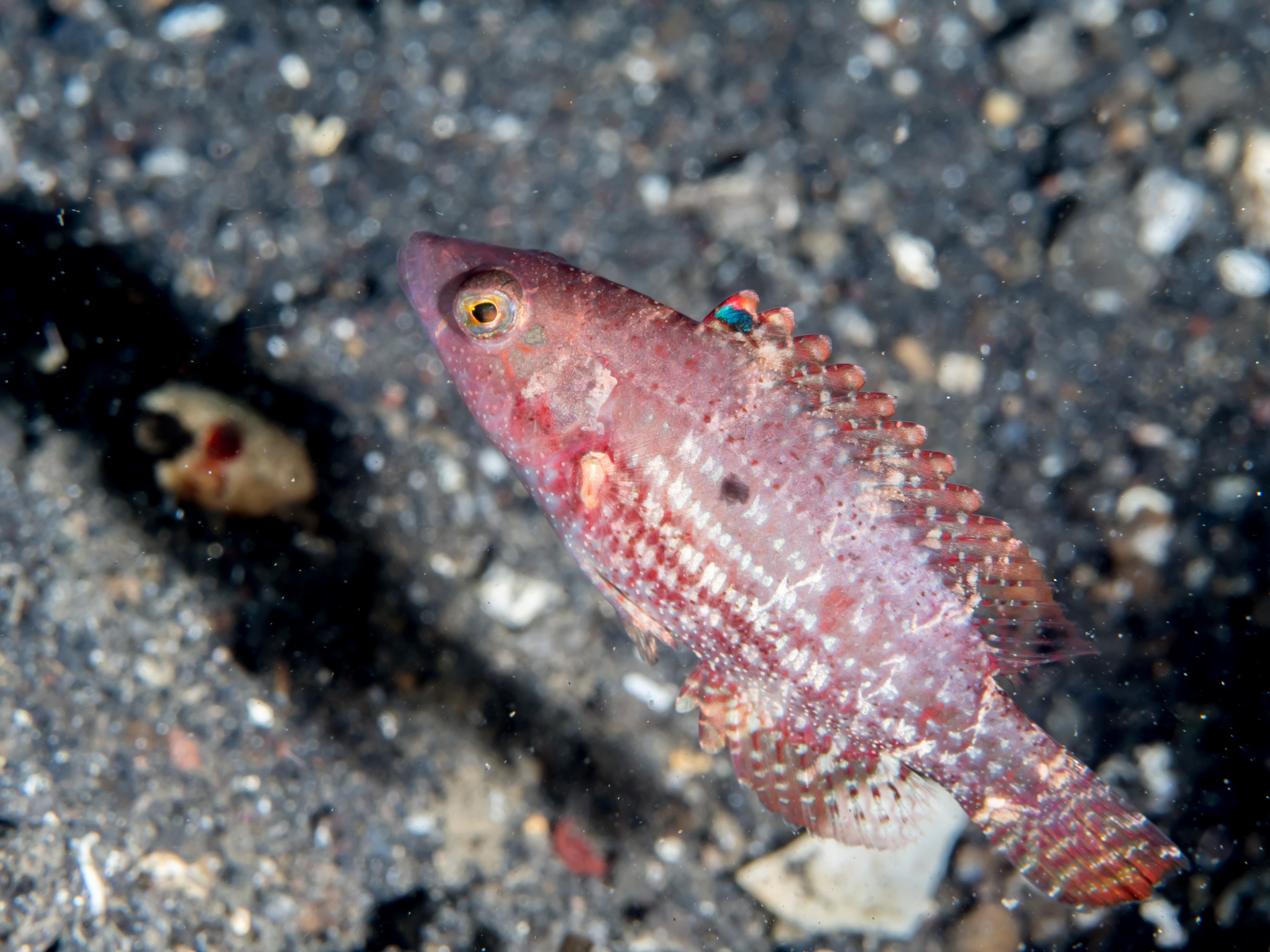
Đốm đen nổi bật trên thân của O. bimaculatus

Từ định danh bimaculatus được ghép bởi hai âm tiết trong tiếng Latinh, bi ("hai") và maculatus ("có đốm"), hàm ý đề cập đến hai đốm nổi bật trên cơ thể của loài cá này: một đốm ở sau mắt (xanh lam nhạt, bao quanh bởi viền xanh lục), đốm còn lại trên hàng vảy cá thứ sáu (đen sẫm).

## Phạm vi phân bố và môi trường sống
Từ Biển Đỏ và bờ biển phía nam bán đảo Ả Rập, O. bimaculatus được phân bố rộng rãi trên khắp Ấn Độ Dương - Thái Bình Dương, băng qua vùng biển các nước Đông Nam Á trải dài về phía đông đến nhiều đảo quốc thuộc châu Đại Dương, xa nhất là đến quần đảo Marquises; ngược lên phía bắc đến vùng biển phía nam Nhật Bản (bao gồm quần đảo Ogasawara và quần đảo Ryukyu) và quần đảo Hawaii; phía nam giới hạn đến Úc, bao gồm đảo Lord Howe và các rạn san hô trên biển Tasman.
Ở Việt Nam, loài này được ghi nhận tại đảo Lý Sơn (Quảng Ngãi), cù lao Chàm (Quảng Nam), bờ biển Ninh Thuận, vịnh Nha Trang (Khánh Hòa), cũng như tại quần đảo Hoàng Sa.
O. bimaculatus sống xung quanh các rạn san hô viền bờ và trong các đầm phá (cũng được tìm thấy trong các thảm cỏ biển) trên nền đáy cát hoặc đá vụn ở độ sâu đến 110 m.

## Mô tả

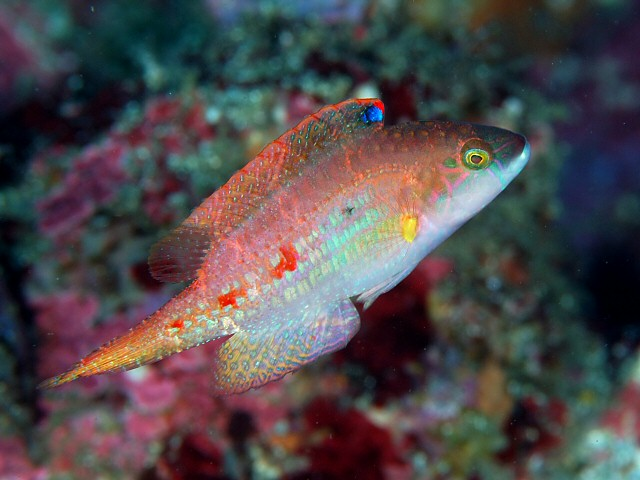
Một kiểu màu khác của O. bimaculatus

O. bimaculatus có chiều dài cơ thể tối đa được ghi nhận là 15 cm. Loài này đa dạng màu sắc, nhưng thường được bắt gặp với màu nâu cam, nâu đỏ hoặc vàng lục lốm đốm các vệt trắng. Vây đuôi của cá đực trưởng thành có hình thoi, tia vây chính giữa dài nhất và tia vây trên cùng kéo dài ra sau tạo thành một sợi vây ngắn (vây đuôi cá cái bo tròn). Cả hai giới đều có một đốm màu xanh lam thẫm ở vây lưng trước (cá đực thường có thêm một đốm đỏ ở trước đốm xanh này), một đốm màu xanh lục sau mắt, trên thân có thêm một chấm đen rất rõ. Cá đực có các vệt màu hồng đến đỏ cam bao quanh mắt. Cá con có một dải sọc màu sẫm ở mỗi bên thân, đứt đoạn thành các vệt đốm khi lớn lên.
Số gai ở vây lưng: 9; Số tia vây ở vây lưng: 10; Số gai ở vây hậu môn: 3; Số tia vây ở vây hậu môn: 8; Số tia vây ở vây ngực: 12–13.

## Sinh thái học
Thức ăn của O. bimaculatus có lẽ là các loài thủy sinh không xương sống. Loài này được đánh bắt nhằm mục đích làm thực phẩm và nuôi làm cảnh.